# Микола Василь Потоцький
Мико́ла Васи́ль Пото́цький, іноді Миколай Базилій Потоцький (пол. Mikołaj Bazyli Potocki herbu Pilawa, 1707/1708 — 13 квітня 1782) — польський магнат, меценат, скандаліст XVIII століття, урядник Речі Посполитої. Староста богуславський, канівський (через що увійшов до українського фольклору як пан Каньо́вський), корсунський[джерело?], мальтійський кавалер.

## Біографія

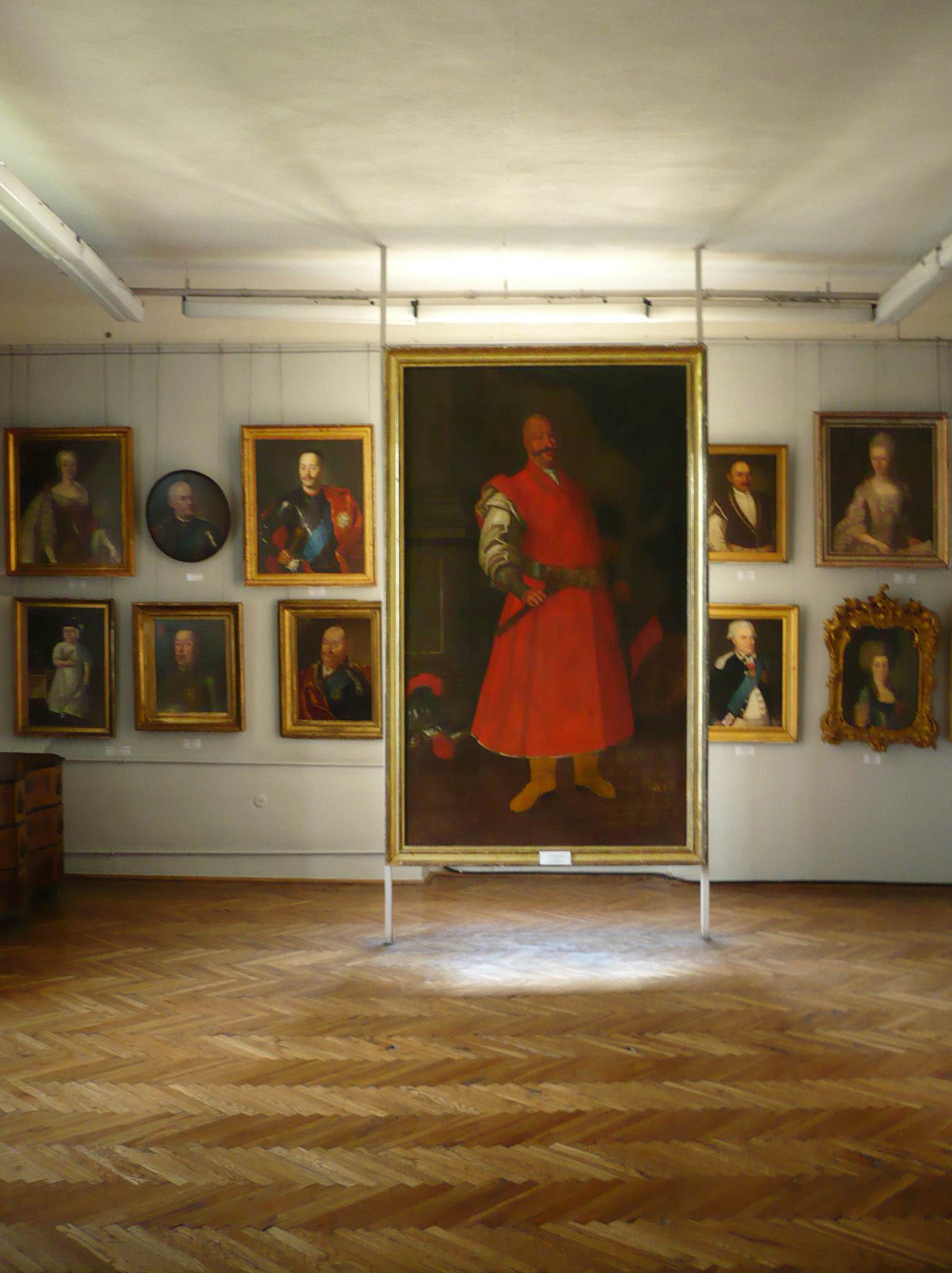
Портрет в Олеському замку

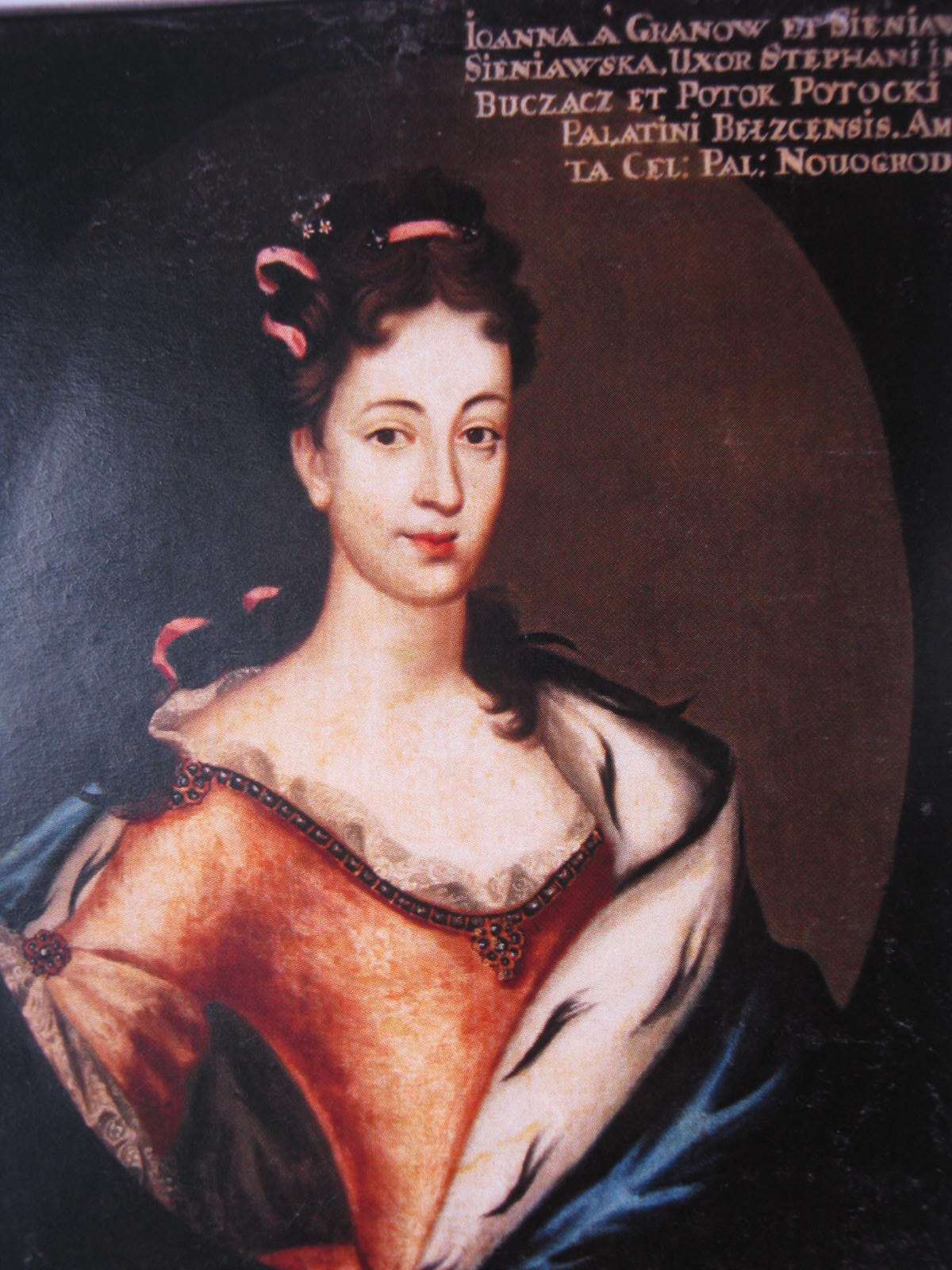
Йоанна Потоцька з Сенявських (мама)

Народився у 1707 чи 1708 році. Батько — Стефан Александер Потоцький, стражник великий коронний, воєвода белзький, староста канівський, теребовлянський тощо. Мати — друга дружина батька Йоанна Сенявська, сестра польного і великого коронного гетьмана, львівського старости Адам Миколая Сенявського.
Після смерті батька Миколою Василем опікувався вуй Адам-Миколай Сенявський (він підписувався як «граф на Шклові і Миші», був ревним противником короля Станіслава Лещинського), який сприяв небожеві здобувати освіту: навчався в єзуїтському колеґіумі Львова, мав освітню подорож (1724 року побував у Парижі). Добре знав латину, видав дві непогані праці. Після смерті матері Йоанни у 1733 році облишив літературну діяльність, почав розпоряджатися родинним майном. У вересні 1733 року разом з представниками Руського воєводства голосував за кандидатуру Станіслава Лещинського на короля; у грудні для армії надав не гроші, а вправних вояків власної надвірної корогви (мали погану славу, бо шляхта, зібрана в Галичі, висловлювала незадоволення їхньою дисципліною, мала намір просити надати гроші). Був обраний делегатом від Галицької шляхти до короля.
У 1738 році разом з компанією (можливо, власною військовою корогвою) наробив шкоди, зчиняв криваві сутички у Львові, тому король Август III Фрідріх наказав покинути місто. 1739 року оцінив свої втрати від переходу московських військ через власні маєтності сумою 12000000 злотих. З 1741 року за рокошовими планами Потоцьких мав бути маршалком Галицької конфедерації. 17 серпня 1744 року обраний першим галицьким послом на Гродненський сейм. У вересні 1744 р. був маршалком Галицького сеймику, обраний комісаром до Радомського трибуналу на 1746, 1747 роки. (пол. Trybunał Skarbowy Koronny). 16 червня 1750 року став послом Варшавського сейму від Галицького сеймику, на якому маршалкував. Найпізніше від вересня 1753 р. мав корогву в коронному війську. 1 лютого 1755 року презентував у Бучачі пароха церкви святого Михаїла в Золотому Потоці о. І. Зджанського.
1755 року: керівництво львівського гарнізону подало позов до суду на М. В. Потоцького за вчинений розбій, суд ухвалив, що відповідач винен і зобов'язав його відшкодувати збитки; виділив кошти на виготовлення вівтарів у костелах Бучача та Золотого Потоку. Під час безпорядків, що спричинив Потоцький, постраждав Войцех Ржищевський, який після цього просив Яна Клеменса Браніцького про протекцію в судах. Після відходу з політики белзького воєводи Антонія Міхала Потоцького протягом чотирьох років був керівником «партії» прусської орієнтації в роді Потоцьких.
У вересні 1756 року обраний депутатом Коронного трибуналу від Галича. У вересні 1759 року на сеймику галицька шляхта на господарському сеймику дякувала йому за захист від опришків і бунтарів-селян його надвірним військом.
8 листопада 1764 року у Львові оформили акт дарування «Миколая на Бучачі, Потоці, Городенці, Печеніжині Потоцького воєводича белзького» (відпис перебуває в архіві домініканів у Кракові). За ним:
- місто Бучач з палацом, передмістями, селом Підзамочок і 14 сіл, належних до цього Бучацького «ключа», отримували Антоній Міхал Потоцький і його брат — львівський каштелян Юзеф Потоцький (тому правдоподібно, що його вдова Пелаґія 1767 року появилася в Потіцькому братстві святого Тадеуша як його протекторка);
- підчаший литовський Йоахім Потоцький (пом. 1791) і його брат Теодор (пом. 1812) стали дідичами містечка Печеніжина з належними до нього селами, міста Городенки з селами Яніхарів, Чернятин, Ямківці (разом одне місто, два містечка, близько 10 сіл);
- староста глинянський Іґнацій Потоцький (пом. 1765) і його братанок Вінцентій (пом. бл. 1789) стали дідичами села Бобулинці, містечка Бариш, сіл Незвища, Гарасища, Луки, міста Потік, сіл Зубрець, Порхова, Незвисько, Залішики, Соколів, Русилів, Космирин, Костільники, Губин, Уніж, Сновидів, Возилів, Стінка, Коропець, Пшеничне, Бушин, Подвока, частини села Живачів. Також всі спадкоємці мали отримати права на столове срібло та інші цінності, які знаходились в депозиті у монахів-домініканців Кам'янець-Подільського конвенту… до рівного поділу.

Поділ мав контролювати Теодор Потоцький. Цілий і детальний перелік цінностей (пол. nobilitów) був у палаці М. В. Потоцького в Бучачі, доглядав за ним Каєтан Домбровський. М. В. Потоцький зобов'язав всіх наступних спадкоємців до виплати щороку 50000 флоринів для утримання костелів Бучача, Золотого Потоку, Городенки. Записом нові дідичі Бучача Антоній Міхал і Юзеф Потоцький зобов'язувалися змурувати нову церкву в місті, бо стара руйнувалася. Нові власники «Потіцького» і «Бариського ключів» мали доглядати, щоб в околишніх лісах не вирубувались ліси для випалювання вапна. Документи були додані до архіву урядових актів у Львові 15 листопада 1764 року, до архіву земських актів у Галичі 21 листопада 1764 року.
Серед головних маєтностей Миколи Василя Потоцького — замки й міста Бучач, Золотий Потік, Городенка, Гологори; головна резиденція — Бучач з двома замками: в одному з них — у Підзамочку — певний час жила дружина. Бував при дворі нового короля Польщі Авґуста III. Не брав участі в Барській конфедерації.
Запам'ятався жорстоким поводженням із дрібною шляхтою, селянами та єврейським населенням. Його замок-палац у Бучачі був місцем гучних бенкетів і гріховних утіх. Можливо, переломним моментом життя став випадок, коли в приступі люті вбив дівчину, яку в легендах називають Бондарівною, після чого, на знак покути, почав значні кошти й зусилля тратити на зведення храмів.
Відриваючись від бенкетів, планував собі резиденцію в м. Городенка, де збудував костел з кляштором театинів, греко-католицьку церкву та міст. 1753 p. зафундував монастир василіян у Бучачі. Підтримував домініканський монастир у Підкамені, вірменську парафію в Городенці, Тисмениці (зокрема, 19000 золотих на новий костел), монастир оо. паулінів у Ченстохові (300 000 зл.), костел, церкву Юрія та убогих у Гологорах. З політичних міркувань відступив Канівське староство сину львівського каштеляна графа Юзефа Потоцького Янові (за іншими даними, саме Юзефові Потоцькому в 1762 році); надалі підписувався як воєводич белзький.

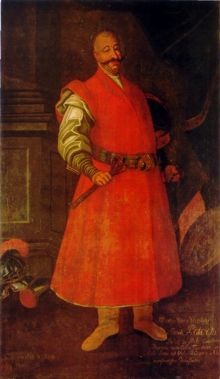
Яків Калинович (?). Портрет Миколи Василя Потоцького, 1771 р., Львівська національна галерея мистецтв імені Бориса Возницького

Тримав при дворі 150 піхотинців і 300 козаків (близько 3000 осіб). Наприкінці життя розмовляв переважно руською мовою, носив козацький стрій. Жив просто, по-козацьки, з напоїв уживав тільки мед і горілку. Двору, властивого шляхтичам, не мав, екіпажів шляхетських також, інтересу до політичного життя Польщі також не мав.
За наказом Австрійського уряду, як інші шляхтичі, змушений був розпустити власне козацьке військо. Роздав усі свої маєтки родичам, які якимось чином утратили свої, залишив собі тільки Ситню під Почаєвом. Заповіт склав 26 червня 1774 року в Ситні. Щодня зранку до обіду був на церковній службі, дотримувався всіх постів, так прожив близько семи років. Все, що залишилося після розподілу власного спадку між родичами й католицькими, вірменськими храмами, монастирями, записав Почаївському монастиреві оо. Василіян.
Наприкінці життя роздав, записав у заповіті родичам, храмам та монастирям значні кошти, зокрема:
- Домініканському костелу у Львові, де поховали матір, — 236 000 злотих,
- Підкамінському, де поховали тіло батька, 200 000 зл.[17],
- Золотопотіцький замок — нащадкам львівського каштеляна графа Ю. Потоцького,
- церкві у Зарваниці (нині Тернопільський район) — 8 000 зл.[19],
- церкві оо. Василіян у Буцневі — 7 000 зл.[19],
- для вшанування о. Стефана Позняка, похованого в костелі Городенки, за заслуги перед М. В. Потоцьким[20],
- частину свого спадку призначив для ченців-капуцинів у Маріямполі.

Став ченцем Почаївського василіянського монастиря, на подвір'ї якого мав власний дерев'яний будинок (на його місці нині — Троїцький собор). Виконавцями та протекторами свого заповіту призначив єпископів Лева Шептицького та Сильвестра Рудницького.
Помер, проживши 74 роки, 13 квітня 1782 року в Почаєві чи в Срібні) поблизу Почаєва. Був похований у крипті зліва від головного входу в Почаївському соборі.

### Шлюб

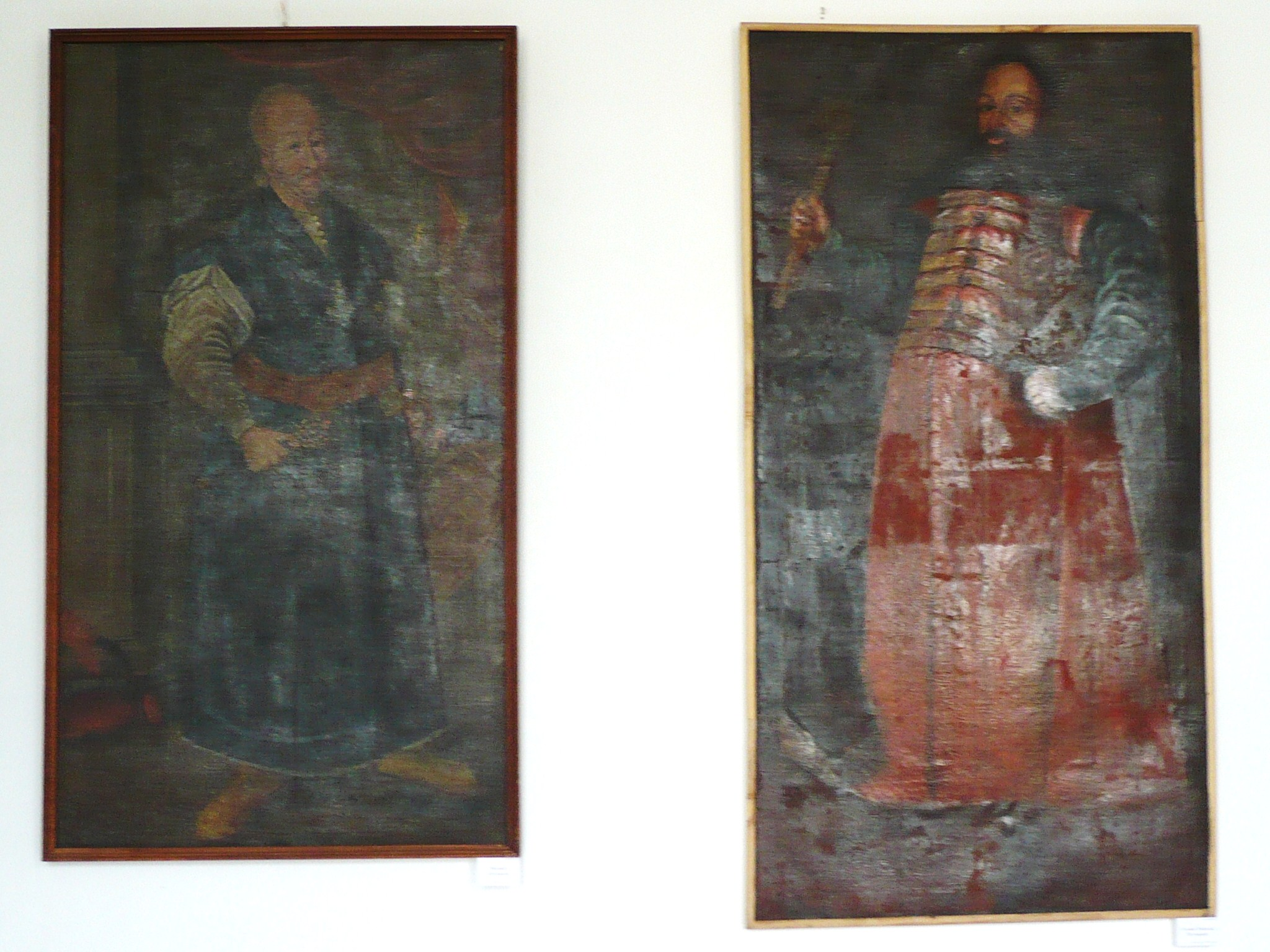
Портрет М. В. Потоцького у Вишнівці (зліва)

Близько 1756 року одружився з Маріанною з Домбровських гербу Єліта — найстаршою дочкою скарбника (потім ловчого) галицького Яна Антонія Домбровського. Причина шлюбу — необхідність бути одруженим. Потім жили окремо (дружина — у Підзамочку, пізніше стала монахинею-кармеліткою, померла 23 січня 1783, була похована в крипті костелу оо. францисканців у Львові). Дітей не мали.

## Меценат
Після великого коронного гетьмана Юзефа Потоцького, крайчого коронного Францішека Салезія Потоцького був 3-м за розміром статків серед тодішніх представників роду Потоцьких. За тодішніми джерелами, його річний дохід становив близько 50000 дукатів. На відміну від багатьох тодішніх шляхтичів, не вивозив майно та гроші за кордон, вкладав їх на рідній землі, зокрема, у спорудження храмів, монастирів, громадських будівель. Багато цих пам'яток збереглось до наших днів.
- Церква Успіння Пресвятої Діви Марії, Городенка, 1763 р.
- Костел Непорочного Зачаття Пречистої Діви Марії та монастирська резиденція, Городенка, 1743 р.
- Костел Внебовзяття Пресвятої Діви Марії, Бучач (документ датований 21 березня 1761)[28]
- Костел Божого Тіла і монастир домініканців, зокрема, його коштом (проєкт Яна де Вітте) збудована каплиця Потоцьких в храмі,[12] Львів
- Церква Воздвиження Чесного Хреста, Бучач
- Церква Святої Покрови, Бучач (зберігся його портрет на весь зріст (1771 року) роботи Якова Головацького, що знаходився у церкві Покрови, нині у Тернопільському ОКМ[29].

Фінансування:
- домініканський монастир — Підкамінь
- вірменський костел — Тисмениця[17]
- костел, церква Юрія, утримання вбогих шпитальних при костелі — Гологори.
- кляштор оо. паулінів — Ченстохова.
- вірменський костел та парафія — Городенка (хутір «Ключ», 7150 зл. + 500 зл. щороку[30].
- великий вівтар костелу в Золотому Потоці, утримання монастиря (кляштору) (50 000 зл.)[17].
- монастирі оо. василіян — бл. 2000000 зл.[31]
- іконостас (автори — Василь Петранович, його учень Станіслав Отосельський[32]) предмети культу Церкви святого Миколая в Бучачі.[33]
- іконостас Церкви Святого Миколая, Золочів
- 40000 злотих для монастиря оо. Василіян Золочева[34]
- церква у Грушеві (тепер Обухівський район)[35]
- Церква Різдва Пречистої Богоматері (Нагірянка, нині в межах Бучача)[36]
- перебудова та оздоблення бічного вівтаря у дерев'яному парафіяльному костелі у Вишнівчику (1747, разом з сандомирським каштеляном Міхалом Александром Солтиком, дідичем Вишнівчика)[37]

### Архітектор Бернард Меретин

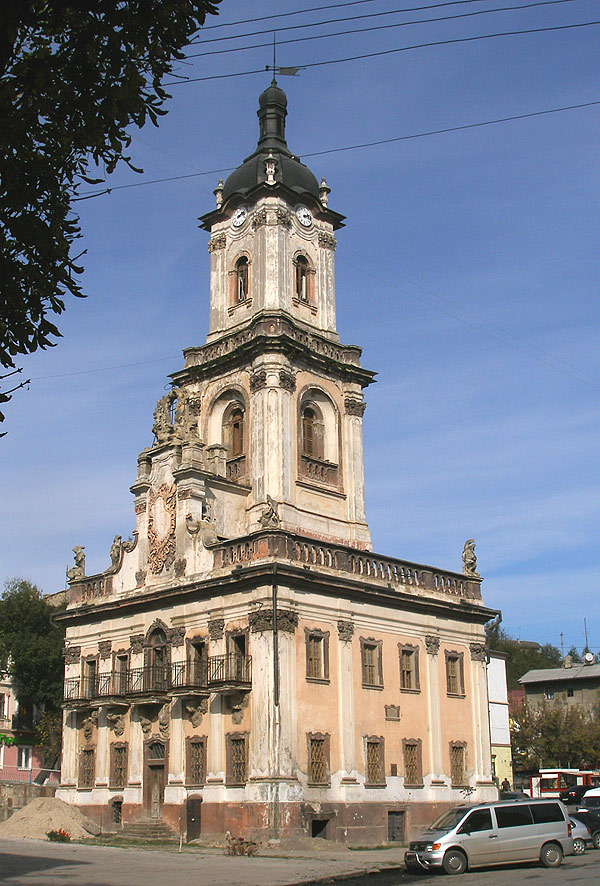
Бучацька ратуша

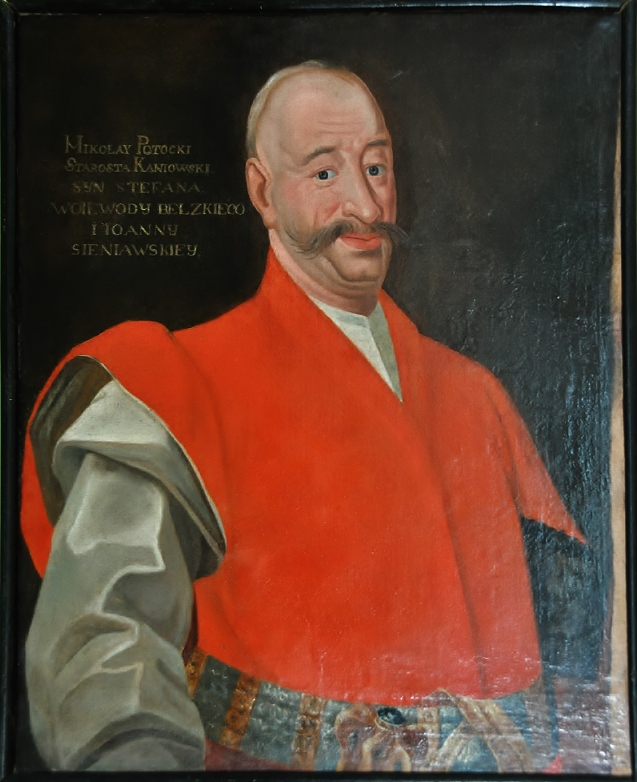
Портрет Миколи Потоцького з Львівської картинної галереї

Рік народження, походження архітектора не відомі. Є дані, що походив з німців чи австрійців. Був прийнятий на службу до Миколи Василя Потоцького, фактично був придворним архітектором. Бернард Меретин співпрацював з видатним скульптором Йоаном Георгієм Пінзелем. Помер 1759 року.

Головні будівлі Бернарда Меретина:
- Костел в селі Наварія, можливо, перша робота архітектора.
- Перебудова костелу оо. Місіонерів, Львів.
- Костел Непорочного Зачаття Пречистої Діви Марії та монастирська резиденція, Городенка, 1743 р.
- Собор Святого Юра, 1745 р.
- Ратуша, місто Бучач, 1751 р.
- Костел усіх Святих, село Годовиця, 1751—1758 рр.
- приміщення монастиря оо. василіян, Бучач.
- Церква Святої Покрови, Бучач.

### Скульптор Пінзель
З середини 1740-х років при дворі магната Миколи Василя Потоцького з'явився скульптор, що назвався ім'ям Пінзель. Микола Василь Потоцький став його головним замовником.

### Фундація в Почаєві
Фундатор перебудови монастиря в Почаєві — за проєктом архітектора Ґотфріда Гофмана побудовано храм і монастир на високих терасах, під якими розмістили склепи. Комплекс будов став унікальним зразком архітектури в стилі пізнього бароко, релігійним центром на теренах України взагалі. Саме Почаївській лаврі Микола Потоцький надав найбільшу фінансову підтримку — пожертва у близько 2200000 золотих. Окрім безпосереднього фінансування розбудови монастирського комплексу, Потоцький жертвував і від прибутків зі своїх маєтків Москалівки, Ванжулова та Волиці (тепер села Лановецького району Тернопільської області). Усіляко сприяв пришвидшенню будівельних робіт, контролюючи діяльності архітекторів, навіть викликав зі Львова «мурмайстра» Щепановського, аби той сприяв якнайшвидшому їх завершенню. На всі інші василіянські монастирі він виділив по 30 000 злотих.

## У літературі та мистецтві
- Вериківський Михайло: балет «Пан Каньовський» (1930).
- Aleksander Groza Starosta Kaniowski (1836).
- Єшкілєв Володимир. Втеча майстра Пінзеля. — Київ : Грані-Т, 2007.

## Світлини

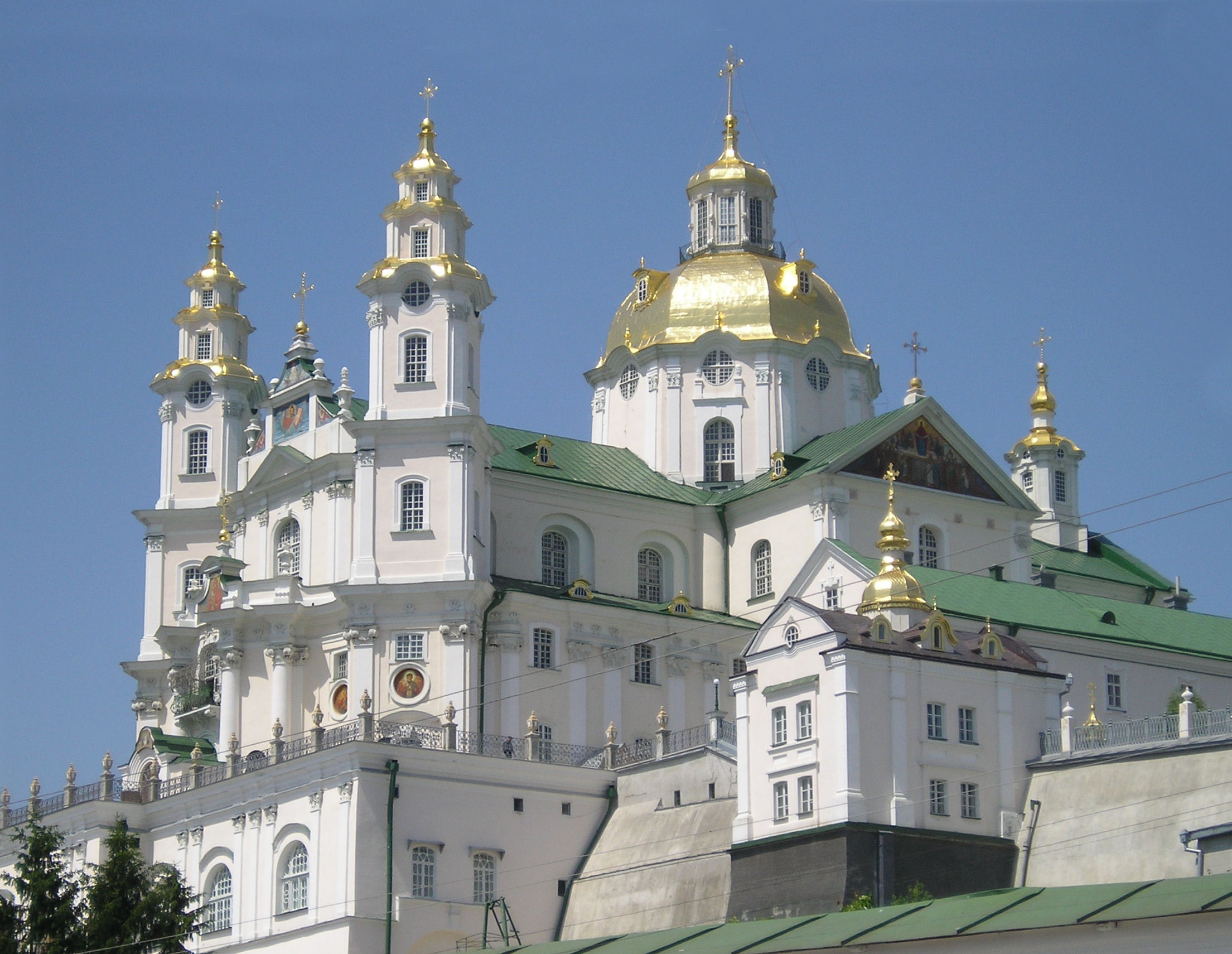
Лавра у Почаєві
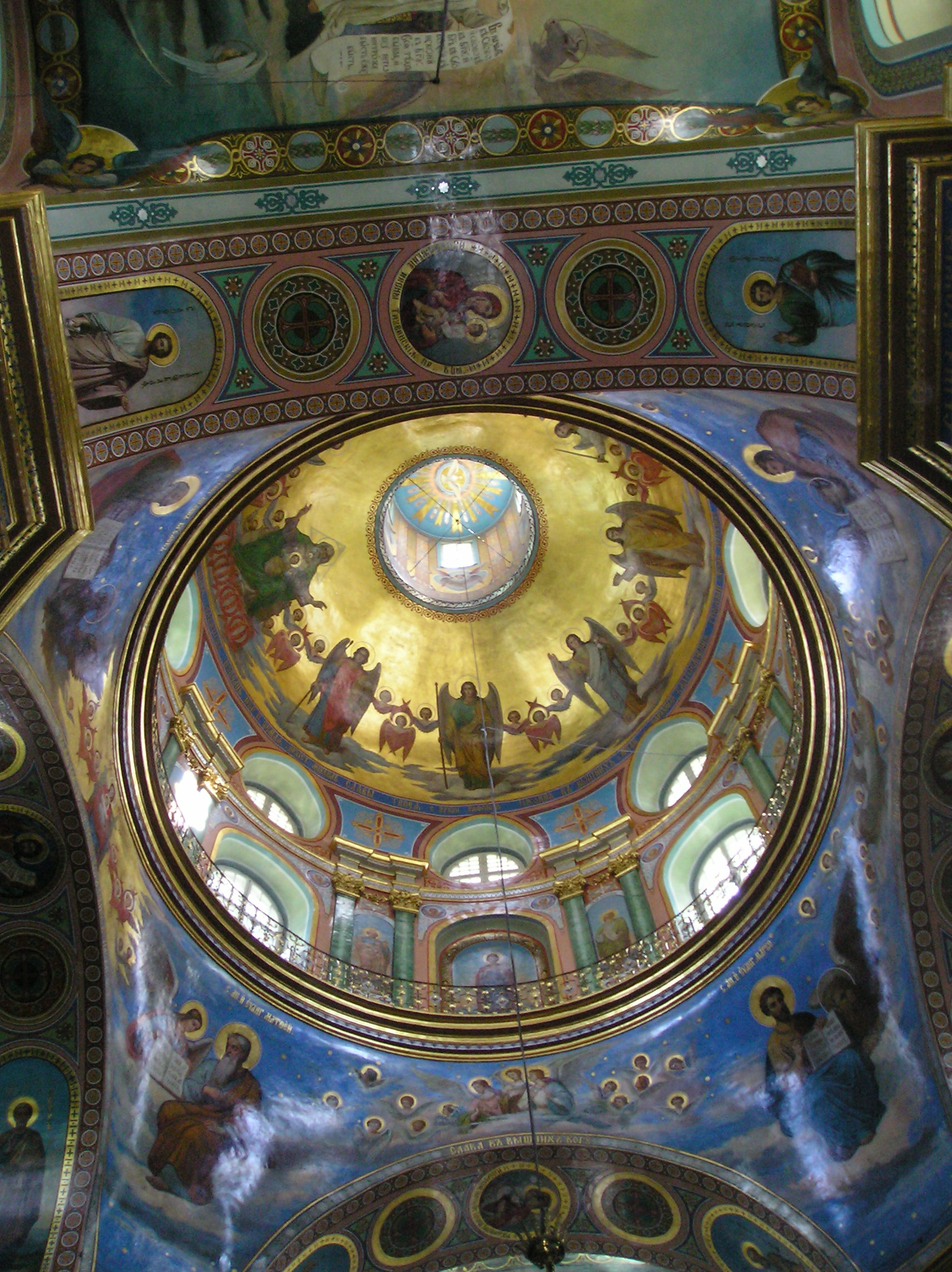
Інтер'єр Успенського собору, стінописи XIX століття
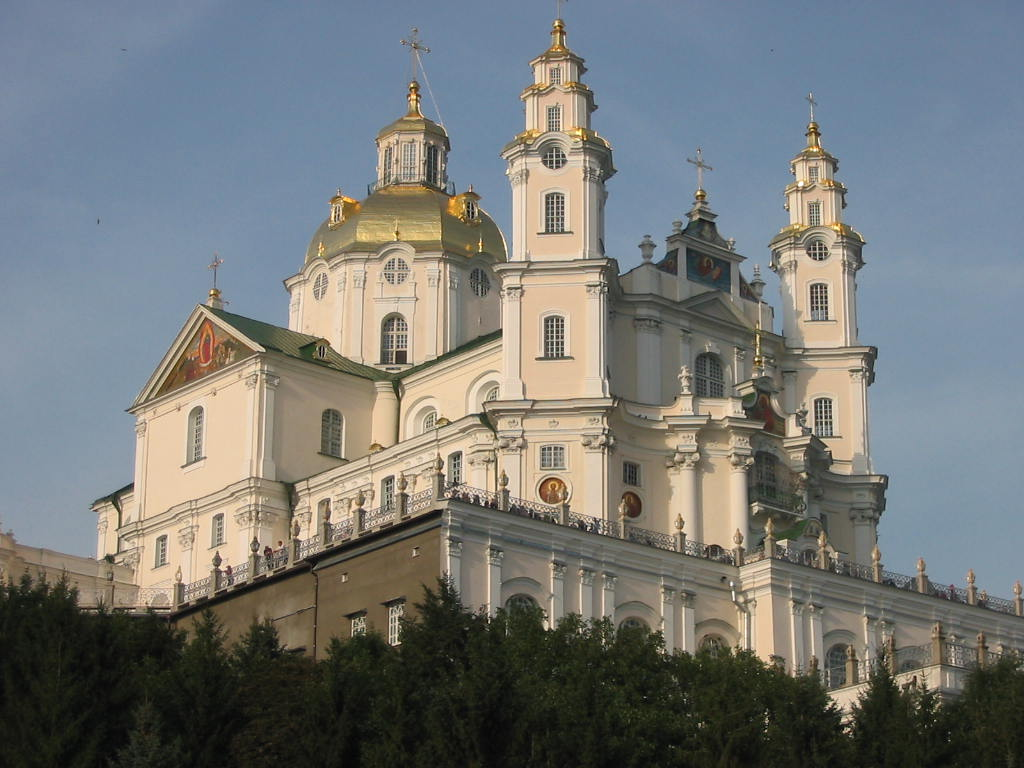
Головний фасад Успенського собору
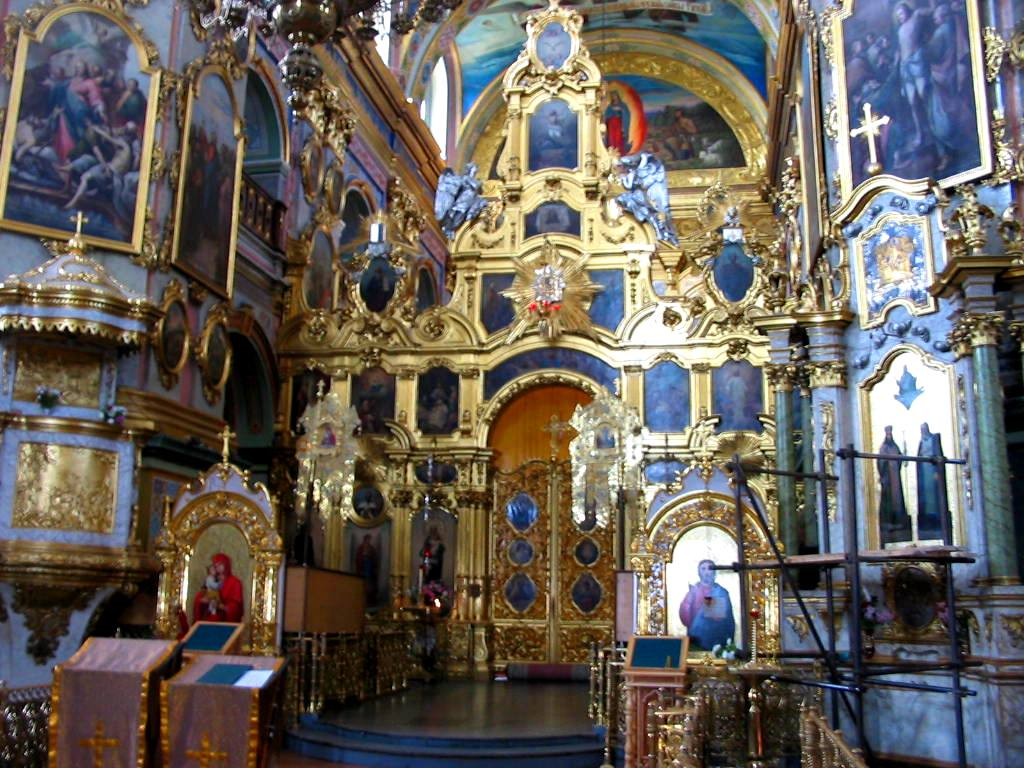
Необароковий православний вівтар 1860-х років.
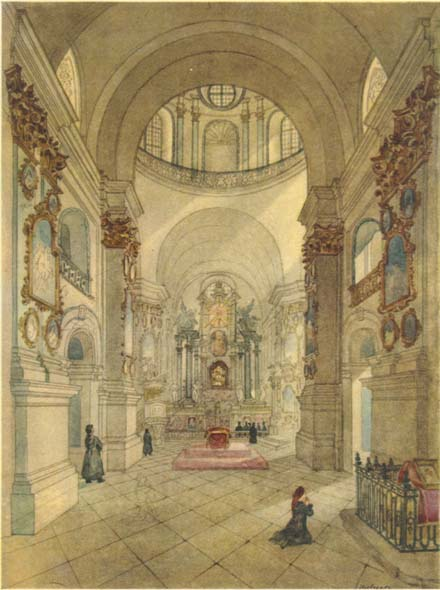
Тарас Шевченко. Вівтар собору в Почаєві
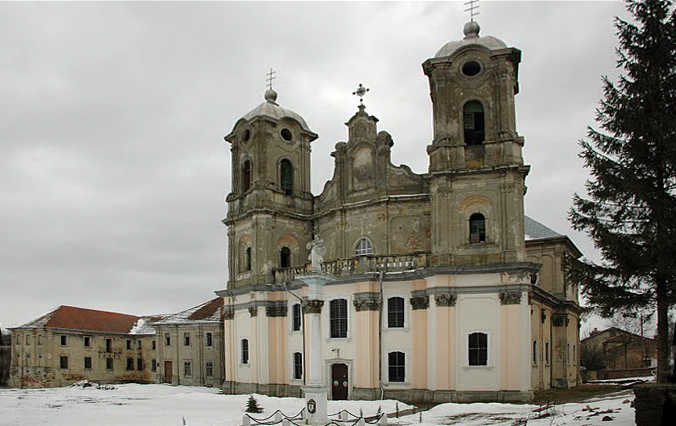
Церква Непорочного Зачаття Пресвятої Богородиці й монастир у Городенці (1743 р.)

## Зауваги
1. ↑  у фундаційній грамоті на парафіяльний костел у Бучачі своїми патронами він називає по-імені святих Миколая і Тадея → див.: Barącz S. Pamiątki buczackie… — S. 92.
2. ↑  кс. С. Баронч посилається на рукопис Підкамінського монастиря
3. ↑  Ксьондз С. Баронч посилається на рукопис Підкамінського домініканського монастиря.